# ريتشارد شيلتون (شاعر)
ريتشارد شيلتون (بالإنجليزية: Richard Shelton)‏ هو شاعر أمريكي، ولد في 1933 في بويسي في الولايات المتحدة.